# Considered Dead
Considered Dead är Gorguts första fullängdsalbum. Det släpptes 1991 på Roadrunner Records.

## Låtlista
1. ...And Then Comes Lividity
2. Stiff and Cold
3. Disincarnated
4. Considered Dead
5. Rottenatomy
6. Bodily Corrupted
7. Waste of Mortality
8. Drifting Remains
9. Hematological Allergy
10. Innoculated Life

## Musiker
- Luc Lemay - Sång, gitarr
- Sylvain Marcoux - Gitarr
- Éric Giguère - Bas
- Stéphane Provencher - Trummor